# Gélose Columbia au sang

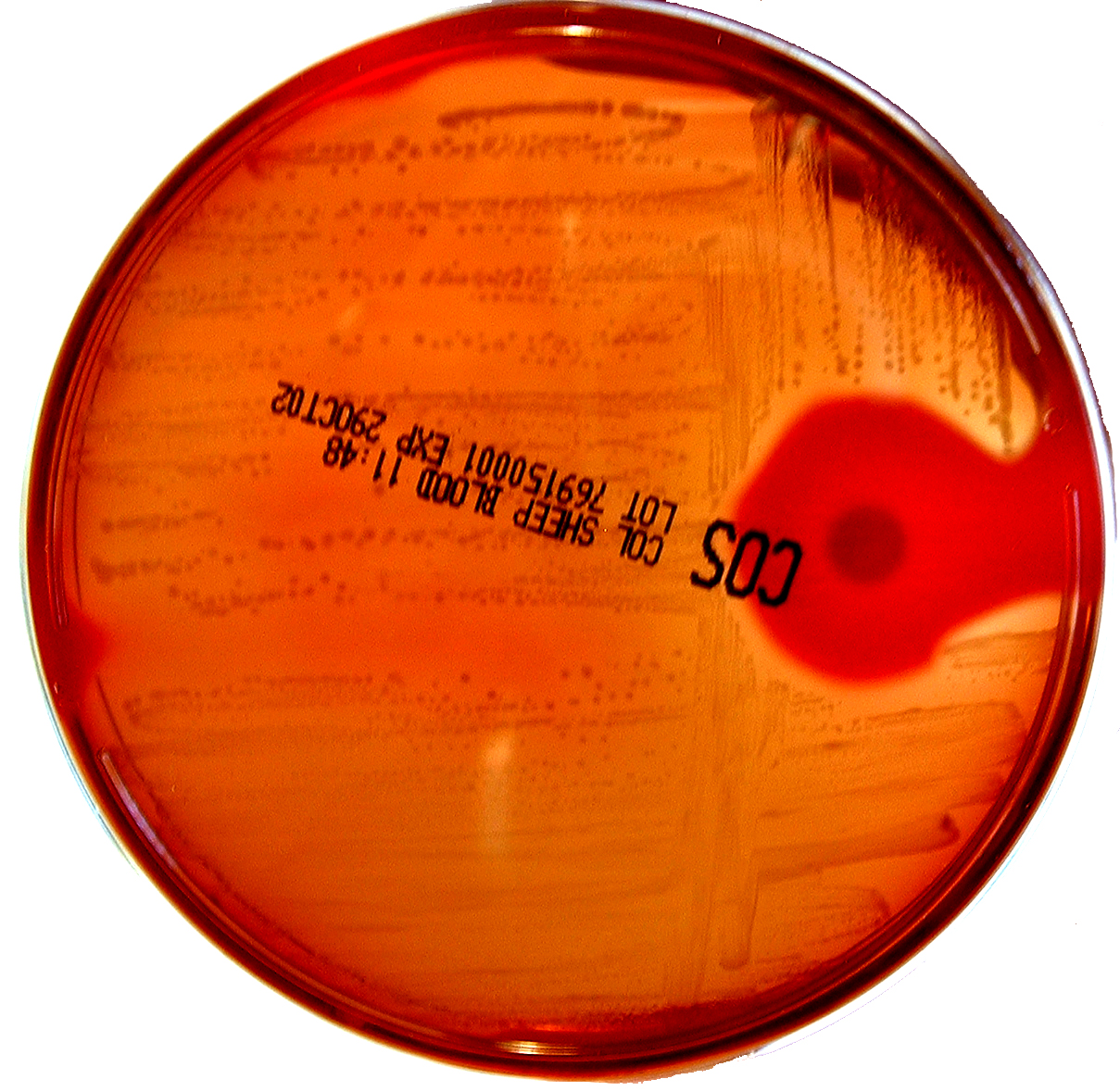
Culture de Streptococcus pyogenes sur Columbia au sang.

La columbia au sang est un milieu de culture et d'isolement de bactéries non exigeantes n'ayant pas besoin de facteurs particuliers, comme Streptococcus.

## Composition
- Mélange spécial de peptones : 23 grammes,
- amidon : 1 g,
- chlorure de sodium : 5 g,
- agar : 10 g,
- sang : 50 mL.

Le potentiel hydrogène (pH) est de 7,3.

## Préparation
42,5 g par litre. Stérilisation classique. Le sang est ajouté stérilement dans le milieu stérile en surfusion. On peut réaliser une gélose au sang cuit si le milieu est maintenu à 75-80 °C.

## Lecture
L'hémolyse est la destruction des globules rouges :
- colonies entourées d'un halo clair : béta-hémolyse (hémolyse totale);
- colonies entourées d'un halo verdâtre : alpha-hémolyse (hémolyse partielle) ;
- autres colonies : gamma-hémolyse (absence d'hémolyse) .